# Mönch (Kamenz)

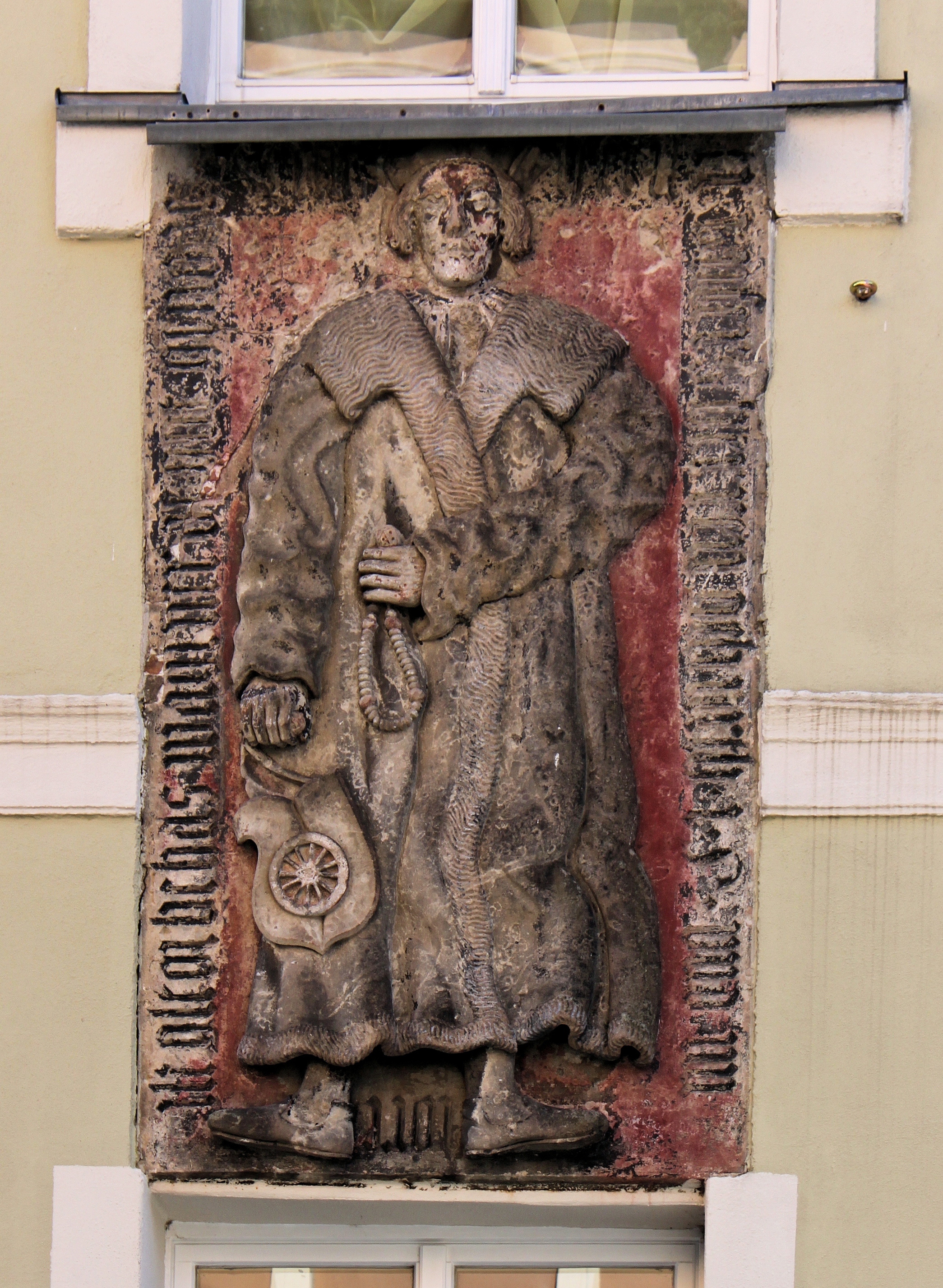
Grabplatte des Ratsherrn Hans Wagner

Der Mönch ist ein denkmalgeschütztes Objekt in Kamenz. Es handelt sich um ein Grabmal für den Ratsherrn Hans Wagner, das 1504 in zeittypischen spätgotischen Formen gestaltet wurde. Sein ursprünglicher Standort war die örtliche Annenkirche, das Grabmal wurde jedoch an die Fassade des Gebäudes Kurze Straße 1 transloziert. Das Flachrelief eines Mönches ist von einer Minuskelinschrift umrahmt, ein Meisterzeichen weist den bedeutenden Bildhauer Wolff Hrabisch als Urheber aus.

## Weblink
Koordinaten: 51° 16′ 10,9″ N, 14° 5′ 44,9″ O